# Eižens Laube
Eižens Laube, född 25 maj 1880 i Riga i Ryska kejsardömet, död 21 juli 1967 i Portland i Oregon i USA, var en lettisk arkitekt. Han har ritat fler än 200 byggnader i Riga och han ansvarade för rekonstruktionen av delar av Rigas slott på 1930-talet.

## Biografi
Eižens Laube var son till keramikern Teodors Kārlis Laube och Marija Laube. Han tog realskoleexamen 1899 och började studera arkitektur vid Rigas polytekniska institut, där han avlade arkitektexamen 1907. Han började arbeta på Konstantīns Pēkšēns arkitektbyrå redan som student, 1900. Han gjorde en studieresa till Finland 1904, där han introducerades i nationalromantisk arkitektur. Han startade sin egen arkitektbyrå en kort tid efter avlagd arkitektexamen och blev också lärare vid Rigas polytekniska institut. Eižens Laube reste till Sverige och Tyskland 1909 för att vidareutveckla sin professionella förmåga. Han gjorde en resa till Frankrike 1910 i samma syfte. Från 1909 till 1914 var han officiell rådgivare till en kommission för arkitekturfrågor i Riga.
En tid efter första världskrigets början evakuerades Eižens Laube och också Rigas polytekniska institut 1915 till Moskva. Han återvände till Riga 1917. Han var en av grundarna av Lettlands universitet 1919 och blev dekan för arkitekturfakulteten och blev professor 1920. Han var universitetets rektor en kortare tid från 1922. Han var 1924—1926 också ordförande för "Lettiska arkitekters förbund" (Latvijas Arhitektu savienība), som grundades 1924. På 1930-talet tillträdde han återigen som dekan för arkitekturfakulteten. Han medverkade 1938 vid grundandet av Lettlands första professionella arkitekturtidning, "Latvijas Architektūra".
Efter Sovjetunionens ockupation av Lettland avskedades Eižens Laube från alla sina uppdrag. Han återupptog sitt arbete vid Lettlands universitet 1941 efter Tysklands ockupation av landet. I anslutning till Sovjetunionens ockupation av Lettland 1944 flydde han till Tyskland, där han senare arbetade som professor i arkitektur vid Baltiska universitetet, ett lärosäte för baltiska flyktingar i Pinneberg nära Hamburg. Från 1950 bodde han i Olympia i delstaten Washington i USA, där han arbetade på ett arkitektkontor. Från 1955 bodde han i Portland, Oregon. Han ägnade sina sista år åt att skriva och han dog i Portland 21 juli 1967.

## Byggnader i urval
Eižens Laube var före första världskriget en av pionjärerna inom jugendarkitekturen i Riga. Ett exempel är det överdådigt ornamenterade flerbostadshuset på Tallinas iela 23 från 1901, som han ritade tillsammans med Konstantīns Pēkšēns. Byggnaden på Alberta iela 12, som bland annat härbärgerar Rīgas Jūgendstila centrs och Jānis Rozentāls och Rūdolfs Blaumanis museum, är ett annat exempel, också den ritad tillsammans med Konstantīns Pēkšēns. Mest kända är emellertid hans byggnader i nationalromantisk stil. Han använde huvudsakligen naturmaterial, tegel i olika färger, olika typer av inhemsk sten samt metall och trä. Blomstermotiv och geometriska former är vanliga ornament i hans byggnader, som ofta har en uppåtriktad, vertikal form. Hans senare arbeten påverkades av nyklassicismen, framför allt på 1930-talet.